# 足利於菟丸

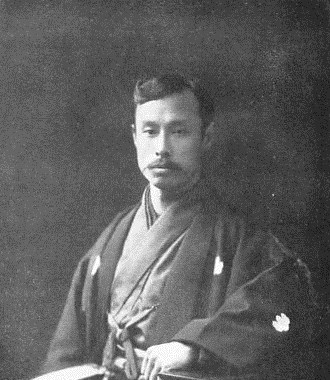
足利於菟丸

足利 於菟丸（あしかが おとまる、明治2年11月23日（1869年12月25日） - 昭和18年（1943年）5月24日）は、日本の華族（子爵）。下野喜連川藩11代藩主・喜連川（足利）縄氏の長男で、12代藩主・足利聡氏の養子。最初の妻は本庄宗武次女・栄（1876年 - 1895年）。2番目の妻は行信教校校長・日野沢依の長女・ヒロ（1881年 - 1956年）。
父・縄氏が隠居した後に生まれた。1876年（明治9年）、養父・聡氏の隠居に伴い、家督を相続した。1884年（明治17年）7月8日、子爵を叙爵した。1935年（昭和10年）に隠居し、家督を長男足利惇氏に譲る。1943年（昭和18年）に没した。

## 栄典
- 1889年（明治22年）11月13日 - 従五位[2]
- 1906年（明治39年）12月21日 - 正四位[3]